# Pesanggrahan

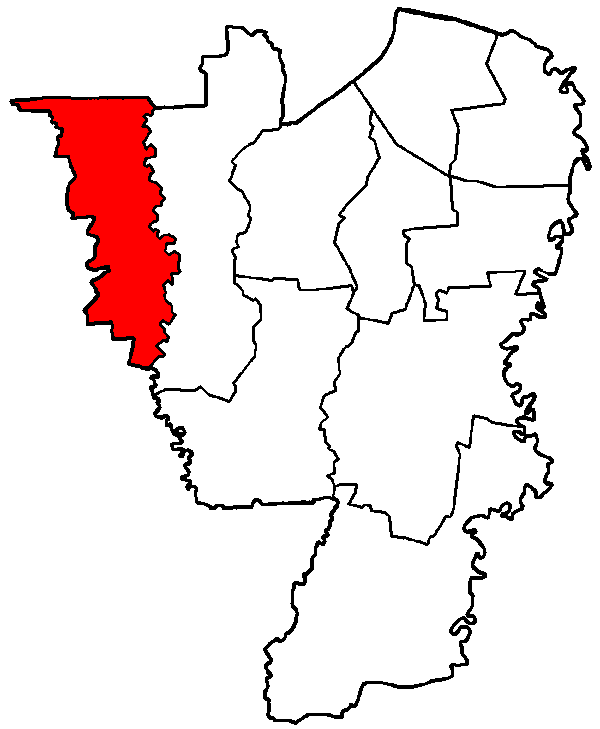
Añado imagen de otras wikipedias

Pesanggrahan es un subdistrito (kecamatan en indonesio) de Yakarta Meridional, una de las ciudades administrativas que se encuentran en el territorio de la capital de Yakarta, Indonesia. El río Pesanggrahan fluye por la parte oriental del subdistrito de Pesanggrahan. Al oeste se encuentran la ciudad de Tangerang, Banten.
El subdistrito de Pesanggrahan fue en un principio parte de la Kecamatan de Kebayoran Lama, el cual fue dividido en un nuevo y diferente subdistrito.

## Topónimo
El nombre de Pesanggrahan proviene del río Pesanggrahan que fluye por la parte oriental del subdistrito.

## Kelurahan
El subdistrito de Pesanggrahan está dividido administrativamente en cinco kelurahan:
- Ulujami
- Petukangan Utara
- Petukangan Selatan
- Pesanggrahan
- Bintaro

- Datos: Q193029